# Jan Eichberg
Jan Eichberg (* 1984 in Groß-Umstadt) ist ein deutscher Drehbuchautor, Regisseur, Filmeditor, Schauspieler und Filmproduzent.

## Biografie
Eichberg studierte zunächst Freie Bildende Kunst an der Kunsthochschule Mainz. 2006 zog er mit seiner Familie nach Bremen. Anschließend folgte ein Studium im Fach Film bzw. Digitales Kino an der Hochschule für bildende Künste Hamburg. Aktuell arbeitet Eichberg als Drehbuchautor für Kino, Fernsehen und Theater.

## Filmografie (Auswahl)
- 2006: Phantom (Kurzfilm)
- 2008: Geschichte aus der Fremdteilfalle (Kurzfilm)
- 2008: Zwei Sterben (Kurzfilm)
- 2009: Neuseenland (Kurzfilm)
- 2010: Never Goin’ Back Again (Kurzfilm)
- 2010: Bis es wieder dunkel wird (Kurzfilm)
- 2011: Zwischen den Zeiten (Kurzfilm)
- 2012: Der fremde Fotograf und die Einsamkeit (Kurzfilm)
- 2013: Die Zeit vergeht wie ein brüllender Löwe
- 2013: Denn die Lebenden wissen, dass sie sterben werden. Die Toten aber wissen nichts. (Kurzfilm)
- 2018: The Horror (Fernsehserie, eine Episode)
- 2018: Wintermärchen
- 2019: Jupp, watt hamwer jemaht?
- 2019: The Seas Between Us
- 2020: Tatort: Ich hab im Traum geweinet
- 2022: King of Stonks (Fernsehserie)

## Bühne
Jan Eichberg verfasste mehrere Stücke, die im Theater Bremen zur Aufführung kamen. Als Regisseur wirkte jeweils Felix Rothenhäusler.
- 2017: Ödipus / Antigone nach Jan Eichberg[4]

- 2017: Mr. Robot nach Motiven der gleichnamigen Serie[5]

- 2018: Hier bin ich nach dem Roman von Jonathan Safran Foer[6]

- 2019: The End. Eine Replikantenoper[7][8]

- 2021: Revue. Über das Sterben der Arten[9]

- 2024: Wasserwelt. Das Musical[10]

- 2024: Man muss sich Mephisto als einen glücklichen Menschen vorstellen, Düsseldorfer Schauspielhaus (nach dem Roman von Klaus Mann, Text – zusammen mit Jan Bonny)[11]

## Auszeichnungen
- 2012: Publikumspreis beim Kurzfilm Festival Hamburg für Der fremde Fotograf und die Einsamkeit
- 2020: Preis der deutschen Filmkritik für Wintermärchen in der Kategorie Bestes Drehbuch